# باد فرانكنهاوزن
باد فرانكن‌هاوزن كيفرهويزر (بالألمانية: Bad Frankenhausen) هي بلدة ألمانية تقع في ألمانيا في تورينغن. يقدر عدد سكانها بـ 9,354 نسمة .

## المدن التوأمة
مدينة باد زودن-آلندورف هي مدينة توأمة لـباد فرانكن‌هاوزن كيفرهويزر.

## أعلام
- جورج كيسلر
- ديتر ريكس
- دوريس شايد
- جورج إيبرهارت
- إيفا بادبيرغ
- هاينرش فيرنر